# 단미
단미(斷尾) 또는 도킹(docking)은 동물의 꼬리 일부 또는 때로는 귀를 의도적으로 제거하는 것이다. 크로핑(cropping)이라는 용어는 귀 자르기와 관련하여 더 일반적으로 사용되는 반면 도킹이라는 용어는 더 일반적으로(그러나 배타적이지는 않음) 꼬리를 나타낸다. 테일링(tailing)이라는 용어도 사용된다. 이 용어는 일반적으로 독(dock)이라고 알려진 꼬리의 살아있는 살에서 유래되었으며, 이 곳에서 동물의 꼬리 털이 자라난다.

## 돼지

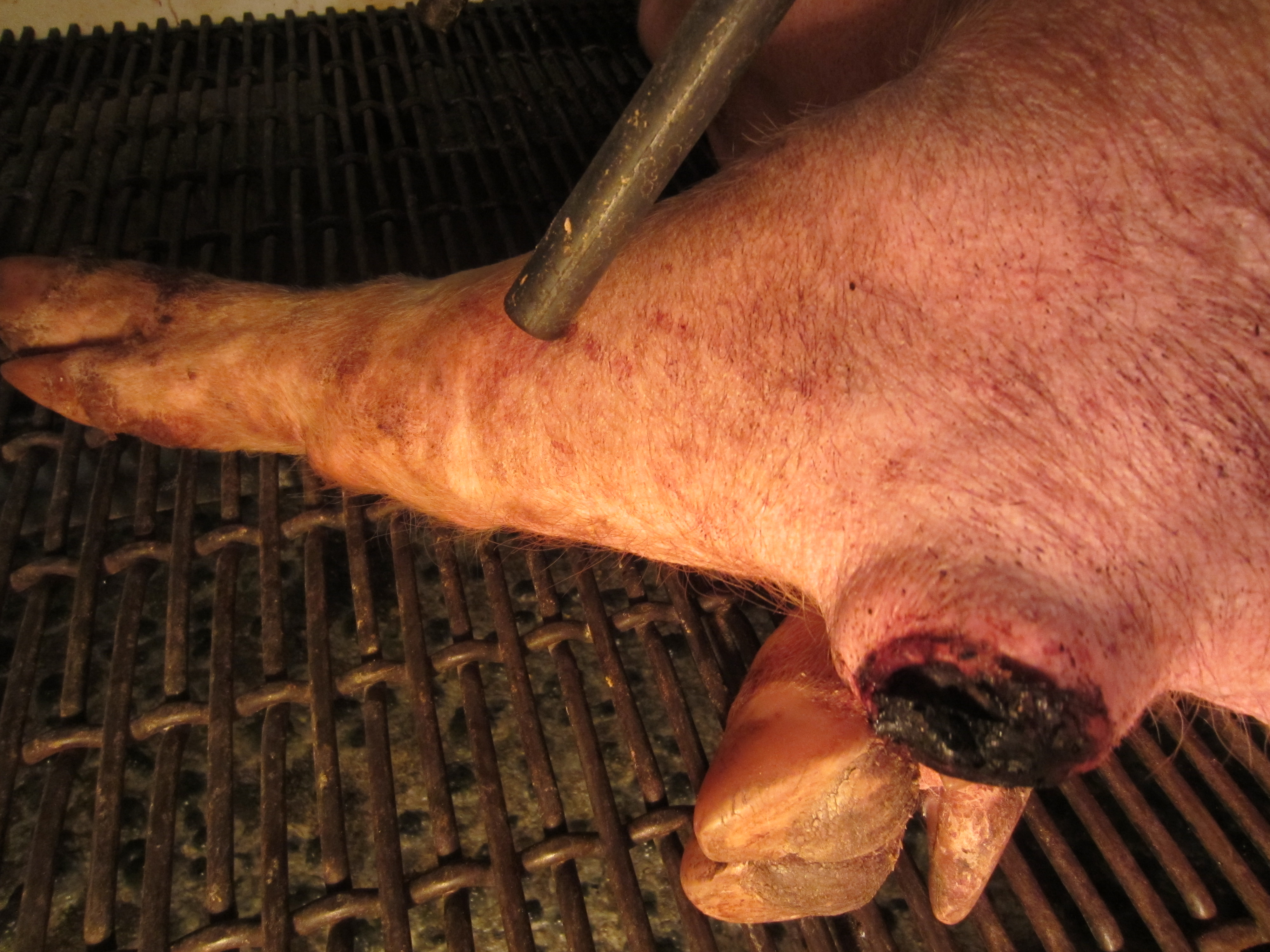
2011년 머시 포 애니멀스(Mercy for Animals)가 촬영한 아이오와 셀렉트 농장(Iowa Select Farms)의 새끼 돼지 단미의 결과. 단미는 돼지가 서로의 꼬리를 물 때 발생할 수 있는 부상을 방지하기 위한 것이다. 마취를 하지 않으면 급성 외상과 통증을 유발한다.

돼지의 단미는 일반적으로 새끼 돼지가 생후 3~4일째에 마취 없이 수행되어 급성 외상과 통증을 유발한다. 상업적으로 사육되는 가축 돼지들은 서로 가까운 공간에서 꼬리를 잘라서 서로의 꼬리를 씹거나 물어뜯는 것을 방지한다. 브라질과 태국의 돼지 생산자들은 동물 복지를 이유로 단미를 중단했다. 마취 없는 일상적인 단미는 1994년부터 EU에서 불법이다. 돼지 보호를 위한 최소 기준을 규정한 2008년 12월 18일 이사회 지침 2008/120/EC는 EU에서 모든 돼지의 단미를 금지했다. 핀란드와 스웨덴은 회원국 차원에서 단미를 금지하고 폐지했지만, EU의 나머지 지역에서는 돼지 사육자들이 권장 조치를 시행해도 꼬리 물림을 방지할 수 없다고 주장하면서 일상적인 불법 돼지 단미가 아무런 처벌 없이 계속되고 있다.
이러한 관행은 미국의 대규모 돼지 생산업체에서도 계속되고 있다.

## 양

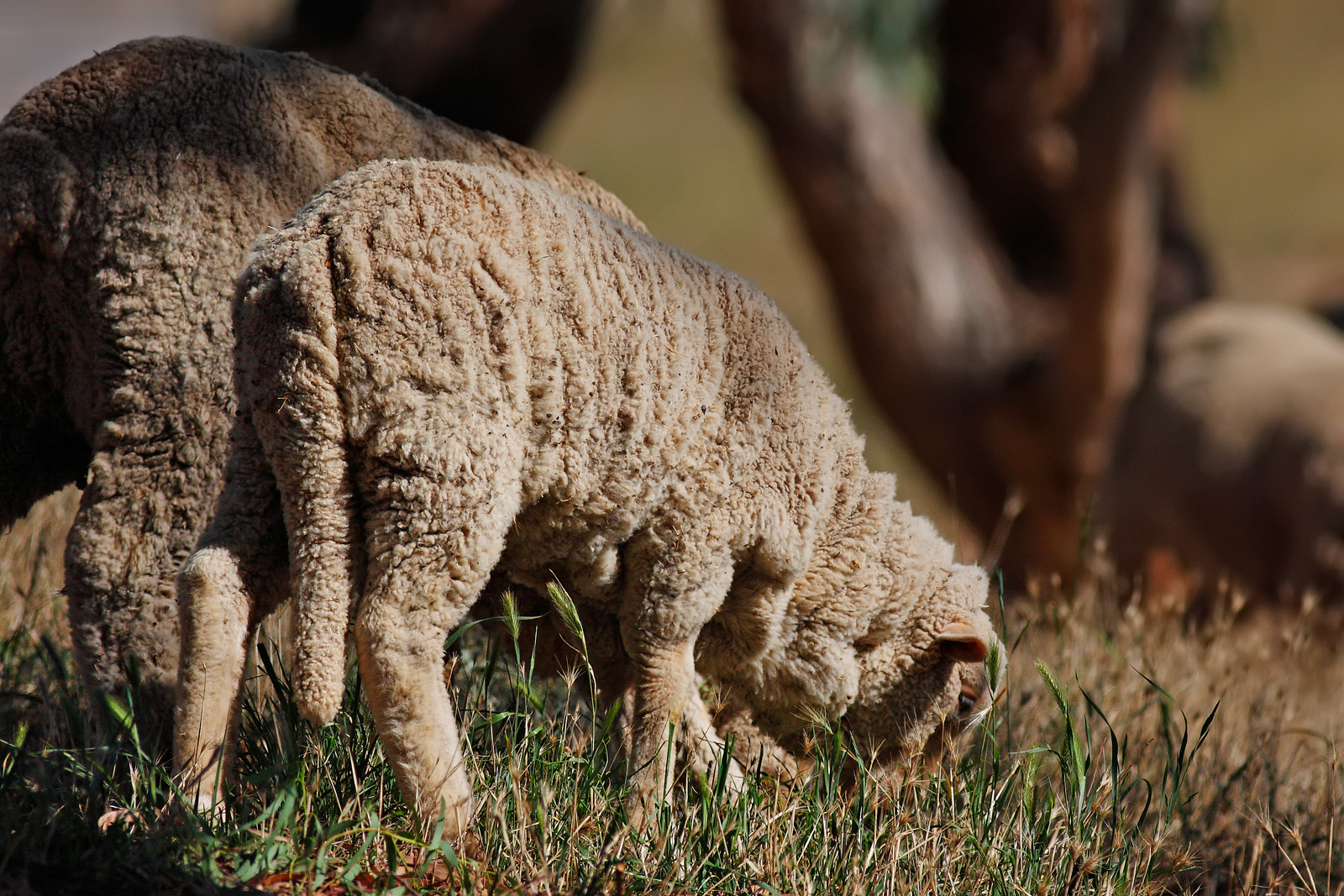
꼬리를 자르지 않은 오스트레일리아의 양. 그러나 이곳에서는 양을 위한 단미가 일반적이다.

많은 종류의 양은 파리 공격의 위험을 줄이기 위해 꼬리를 고정한다. 뮬싱(Mulesing)도 이러한 목적으로 사용된다. 또한 단미를 통해 성장한 암양의 젖통을 보다 쉽게 확인하여 잠재적인 문제를 감지할 수 있다.
단미는 어떤 경우에는 효과적인 예방 방법이지만 올바르게 수행되지 않으면 중고품이나 직장 탈출과 같은 다른 문제가 발생할 수 있다. 양의 경우 꼬리 주름의 원위 끝 부분에 꼬리를 도킹하면 직장 탈출증 발생에 대한 도킹 효과가 최소화되는 경향이 있다. 미국 수의학 협회에서는 이 길이로 단미하는 것을 권장했다. 영국에서는 양의 고정된 꼬리가 최소한 수컷의 경우 항문을, 암컷의 경우 외음부를 덮어야 한다는 법이 명시되어 있다. 이러한 최소 길이는 캐나다에서도 권장된다.
동물과 문화에 따라 단미는 절단(칼 또는 기타 칼날 이용), 시어링(가스 또는 전기 가열 시어링 인두) 또는 수축 방법(예: 고무 링 탄성화)을 통해 수행될 수 있다. 캐나다 수의학 협회(Canadian Veterinary Medical Association)는 가축의 단미와 관련된 통증, 스트레스, 회복 시간 및 합병증이 동물이 생후 1주 미만일 때 단미를 통해 최소화될 것이라고 밝혔다. 그러나 출생 후 24시간 이내에 양을 단미하는 것은 초유 섭취 및 모성 유대 형성을 방해할 수 있으므로 권장되지 않는다. 영국에서는 수축 방법을 사용하여 양을 단미하는 작업을 동물의 생후 첫 주 이내에 수행해야 한다는 법이 있다. 영국 농장 동물 복지 협의회(UK Farm Animal Welfare Council)는 "잘못된 어미, 잘못된 모험 및 부상을 피하기 위해" 첫 주 동안 양을 가능한 한 적게 다루는 것이 일반적인 관행인 언덕 무리 관리에서 이러한 제한이 문제가 될 수 있다고 지적했다.

## 개

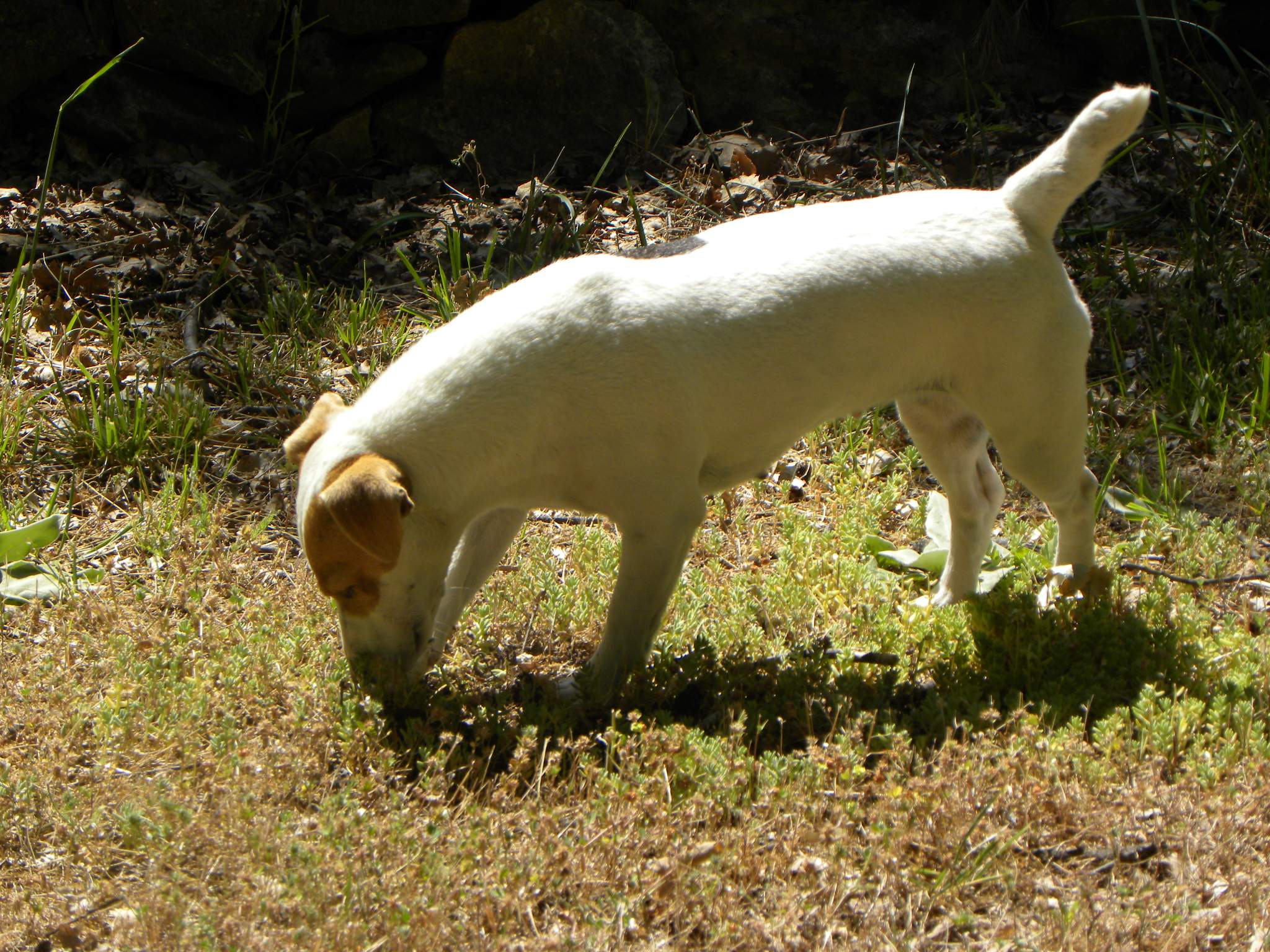
송로버섯 냄새를 맡고있는 부분적으로 단미가 된 개

다른 가축과 마찬가지로 개 꼬리를 자르는 오랜 역사가 있다. 적어도 고대 그리스까지 거슬러 올라가는 것으로 이해된다. 도킹견 품종을 선택하는 가장 인기 있는 이유는 작업견의 부상을 방지하기 위한 것이다. 사냥개에서는 꼬리가 솔에 대고 꼬리를 흔들 때 잘리는 것을 방지하기 위해 꼬리가 잘려져 있다. 이는 다양한 그룹에서 이의를 제기하며 때로는 동물 학대의 한 형태로 간주된다. 이로 인해 많은 국가에서 이러한 관행이 불법화되고 불법화되었으며, 일부 국가에서는 개를 더 이상 업무용으로 사육하지 않거나 업무용 동물로 사용하지 않는다.
예를 들어, 18세기 영국에서는 사역견이 아닌 개(사역견으로 지정된 꼬리를 자르는 것)에 대해 부과되는 세금을 시행한 이후 단미가 관습화되었다. 20세기 영국의 특징인 산업 규제에 대한 추진은 1966년 수의과 의사법의 통과로 최고조에 달했다. 거기에서 단미는 18세 이상 사람이 수행할 때 규제가 면제되고 합법이라고 명시적으로 선언되었다. 특히 개가 유아기 때 눈을 뜨기 전에 말이다. 이와 함께 1991년 의회의 법안 개정으로 1993년 7월 1일부터 일반인이 개 꼬리를 자르는 것을 금지하여 해당 행위를 수의사에게만 국한시켰다. 이 수정안의 통과는 1992년 11월 왕립 수의과 대학 협의회에서 "치료적 또는 허용 가능한 예방적 이유가 아닌 한" 단미가 비윤리적이라고 판결했을 때의 응답으로 이어졌다. 비평가들은 예방적 단미에 대한 왕립대학의 요구 사항이 너무 엄격하여 수의사가 강아지를 일상적으로 단미하는 것을 극도로 어렵게 만들거나 거의 불가능하게 만들었다고 강조했다. 현재 단미를 수행하는 수의사는 징계 조치를 받을 위험이 있으며 전문 등록부에서 제외될 수 있다. 불법 단미로 유죄 판결을 받은 사람들은 최대 £20,000의 벌금이나 최대 51주 징역 또는 두 가지 모두에 처해진다. 이들은 사역견의 꼬리만 고정할 수 있다(일부 특정 경우). 사냥개는 가시덤불이 무성하고 초목이 무성한 곳에서 사냥개의 꼬리가 걸려서 개에게 부상을 입힐 수 있는 지역에서 사역 사냥개이다. 영국과 웨일즈에서는 2006년 동물 복지법에 의해 단미가 금지되었고, 스코틀랜드에서는 2006년 동물 건강 및 복지법(스코틀랜드) 법에 따라 단미가 금지되었다.
1987년 유럽 평의회가 설립한 애완 동물 보호를 위한 유럽 협약은 비의료적인 이유로 단미를 금지했다. 그러나 서명 국가는 이 조항을 자유롭게 거부할 수 있으며 거의 절반이 그렇게 했다. 노르웨이는 1987년에 이러한 행위를 완전히 금지했다. 단미가 금지된 다른 국가로는 오스트레일리아와 영국이 있다.

## 말

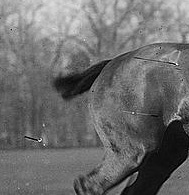
1910년에서 1915년 사이에 촬영된 폴로 포니의 꼬리가 단미된 모습

원래 대부분의 단미는 실용적인 목적으로 이루어졌다. 예를 들어, 큰 짐을 운반하는 데 사용되는 초안마는 견인 로프, 농기계 또는 마구에 얽히는 것을 방지하기 위해 단미했을 수 있다. 단미하지 않으면 말에게 위험할 수 있고, 꼬리가 엉키면 고통스러울 수 있으며, 사용할 때마다 말의 꼬리를 묶는 것이 주인에게 불편할 수 있다.

## 같이 보기
- 발톱 절제술